# 35e division de réserve (Empire allemand)
Pour les articles homonymes, voir 35e division.
La 35e division de réserve est une unité de l'armée allemande qui participe lors de la Première Guerre mondiale aux principales batailles du front de l'Est.

## Première Guerre mondiale

### Composition

#### Composition à la mobilisation
- 5e brigade d'infanterie territoriale (Landwehr)

2e régiment d'infanterie de Landwehr
9e régiment d'infanterie de Landwehr
- 20e brigade d'infanterie de Landwehr

19e régiment d'infanterie de Landwehr
107e régiment d'infanterie de Landwehr saxonne
- 3e régiment de cavalerie lourde de réserve
- artillerie

batterie d'ersatz du 35e régiment d'artillerie de campagne
batterie d'ersatz du 81e régiment d'artillerie de campagne
- 2 compagnies de réserve du 17e bataillon de pionniers de Prusse-Occidentale

#### 1915 - 1916
- 5e brigade d'infanterie de Landwehr

2e régiment d'infanterie de Landwehr
9e régiment d'infanterie de Landwehr

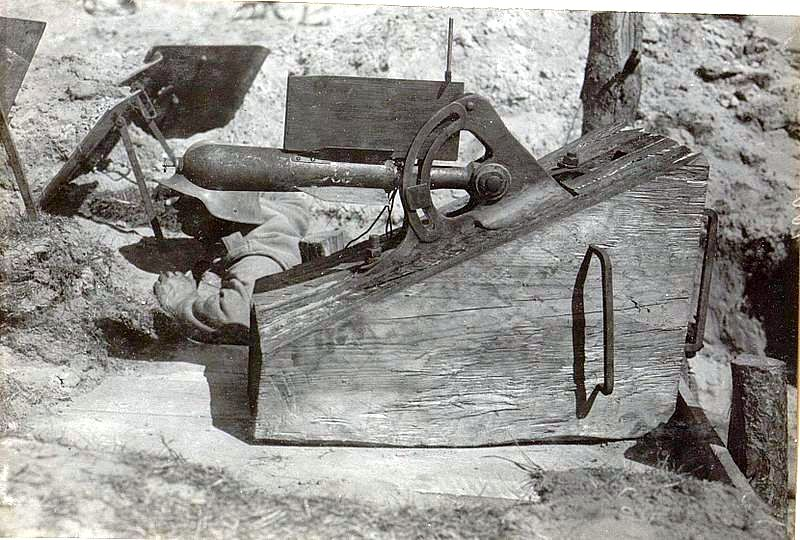
Démonstration de Minenwerfer en tir horizontal, armée austro-hongroise, avril 1917.

107e régiment d'infanterie de Landwehr saxon
- 3e régiment de cavalerie lourde de réserve
- 35e régiment d'artillerie de campagne de réserve
- 2 compagnies de réserve du 17e bataillon de pionniers
- 235e compagnie de Minenwerfer

#### 1917
- 157e brigade d'infanterie

420e régiment d'infanterie
421e régiment d'infanterie
438e régiment d'infanterie
- 2 escadrons du 4e régiment de chasseurs à cheval
- 35e régiment d'artillerie de campagne de réserve
- 338e bataillon de pionniers

#### 1918
- 157e brigade d'infanterie

420e régiment d'infanterie
438e régiment d'infanterie
- 2 escadrons du 4e régiment de chasseurs à cheval
- 338e bataillon de pionniers

### Historique

#### 1914

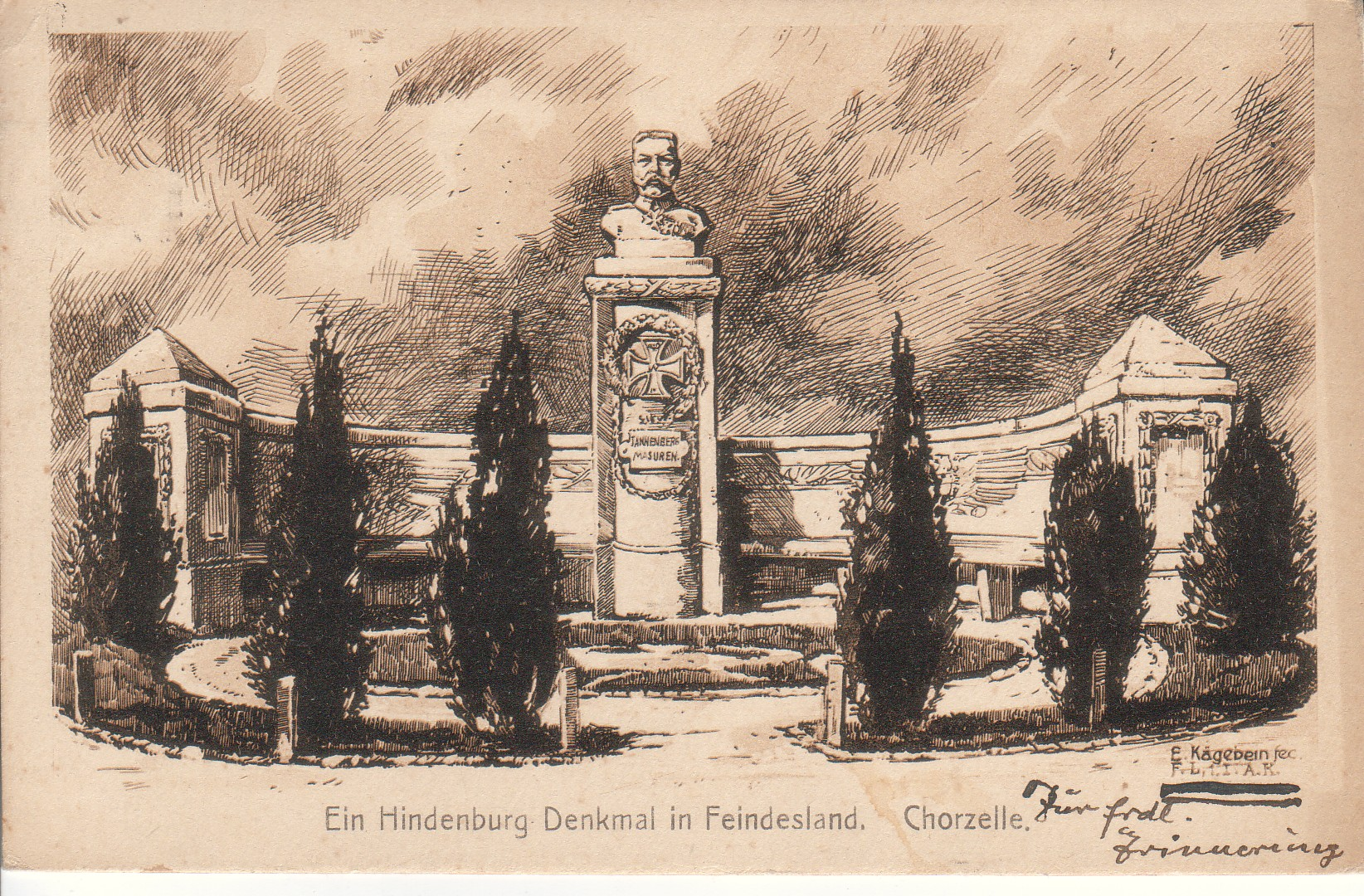
Monument érigé au maréchal Hindenburg à Chorzele pendant l'occupation allemande, 1915-1918.

- 6 - 22 août : combats à la frontière russo-allemande entre Toruń et Działdowo
- 23 - 31 août : bataille de Tannenberg
- 3 - 4 septembre : combats autour de Mława
- 5 - 18 septembre : première bataille des lacs de Mazurie
- 12 septembre : Schönau
- 14 septembre : Mława
- 18 septembre : combats autour de Chorzele
- 19 septembre : combats autour de Przasnysz et Rostkowo
- 21 septembre : combats autour de Sońsk
- 9 - 19 octobre : combats près de Varsovie
- 22 - 28 octobre : combats sur la Rawka
- 5 novembre - 15 décembre : combats autour de Częstochowa
- 14 novembre : combat d'avant-postes à Miedźno
- 15 - 18 décembre : combats de poursuite vers la Czarna
- 16 décembre : Plawno et Kobiele-Male
- 18 décembre : combts vers Krasocin
- À partir du 19 décembre : combats sur la Łososina (de) et la Czarna
- 30 - 31 décembre : Łopuszno

#### 1915

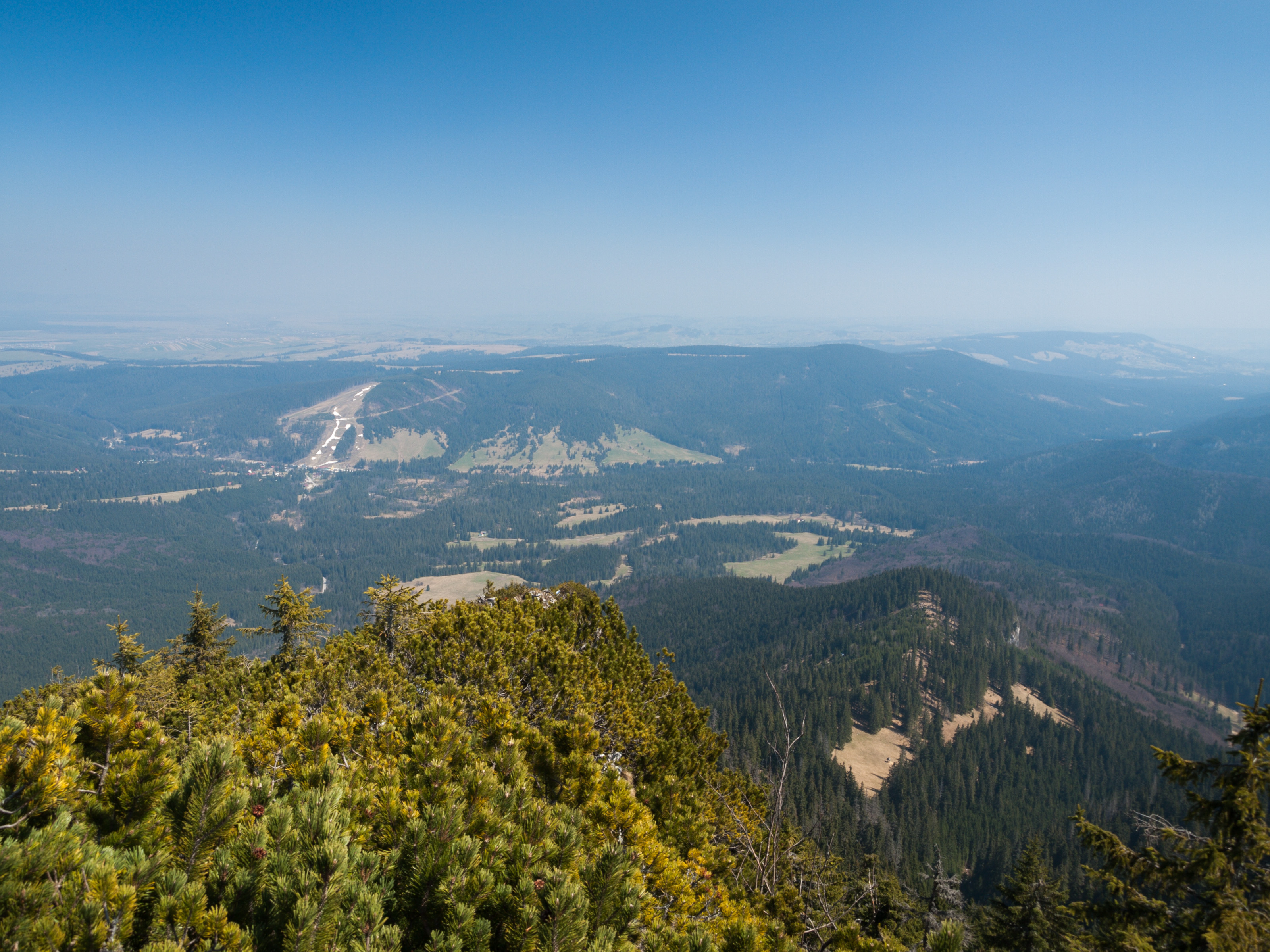
La, 2010.

- Jusqu'au 28 mars : combats sur la Łososina et la Czarna
- Du 5 au 8 mars : combat à Łopuszno
- Du 28 mars au 2 avril : transport par VF vers la Hongrie, rattachement au Beskidenkorps
- Du 2 au 13 avril : bataille de Pâques dans la vallée du Laborec
- Du 14 avril au 4 mai : combats de position dans la vallée du Laborec
- Du 5 au 14 mai : offensive de Gorlice-Tarnów , combats de poursuite en Galicie centrale
- Du 6 au 7 mai : assaut de la Magura Witowska (de)
- 8 mai : Komańcza
- Du 9 au 10 mai : bastion de Tura
- Du 15 mai au 13 juin : combats autour de Przemyśl
- Du 16 au 17 mai : Bolanowice (Hussakiw (de))
- 18 mai : Lutków (Chłopice)
- Du 19 au 20 mai : Tomanowicz
- Du 21 au 31 mai : Tomanowicz et Zlotkowice
- Du 1er au 3 juin : Tomanowicz et Mysiatycze
- Du 4 au 13 juin : combats autour de Mostyska
- Du 14 au 16 juin : Fedziury et Glynowata-Gora
- Du 17 au 22 juin : combats pour la reprise de Lemberg (Lviv)
- 17 juin : Lelechowka
- 19 juin : combats sur la Verechtchitsa (uk)
- Du 19 au 22 juin : Zaszków et Zarudzie
- Du 23 juin au 8 juillet : combats de poursuite le long de la frontière de la Galicie et de la Pologne russe, début de l'offensive du Boug
- Du 13 au 18 juillet : bataille de Grabowiec
- Du 19 au 30 juillet : bataille de Wojsławice
- Du 1er au 3 août : bataille de Chełm
- Du 7 au 12 août : bataille sur l'Uherka
- Du 13 au 17 août : bataille de Włodawa
- Du 18 au 24 août : Kodeń, début du siège de Brest-Litovsk
- Du 25 au 26 août : prise de Brest-Litovsk
- Du 27 au 28 août : poursuite vers Kobryn
- Du 29 au 30 août : bataille de Kobryn
- Du 4 au 9 septembre : combats de Biaroza
- Du 13 au 18 septembre : bataille de Slonim
- Du 19 au 24 septembre : combats sur la haute Chtchara et le Servetch
- À partir du 25 septembre : combats de position sur la haute Chtchara et le Servetch
- Du 20 au 22 octobre : combats entre Telekhany et Wolka
- 12 décembre : combats au nord de Wolka

#### 1916

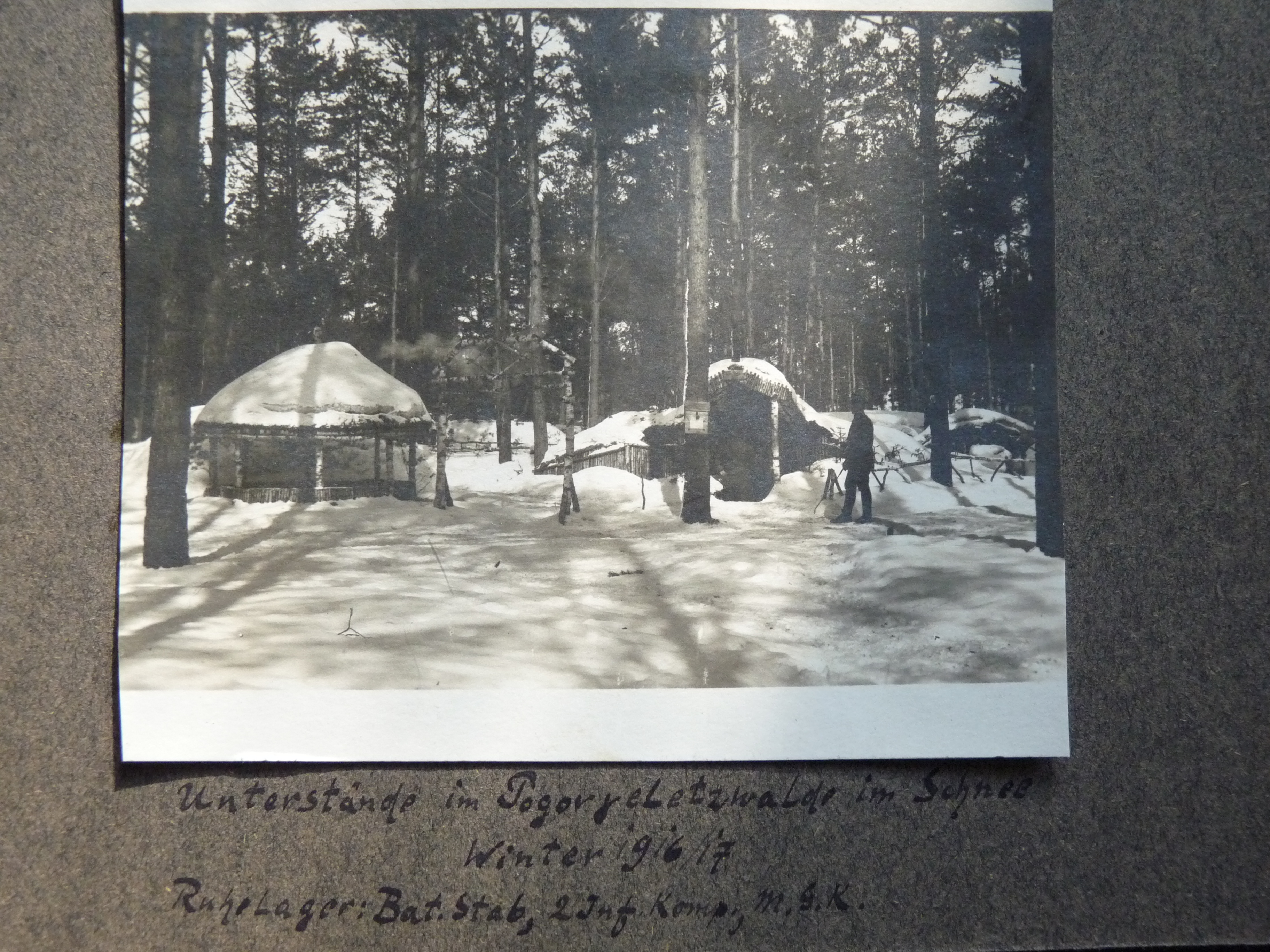
Positions dans la forêt près de Horodychtche, secteur de Baranavitchy, hiver 1916-1917.

- Pendant toute l'année : combats de position sur la haute Chtchara et le Servetch
- Du 2 au 19 juillet : bataille de Baranavitchy, échec de l'offensive russe
- Du 10 juillet au 9 août : bataille de Baranavitchy et Horodychtche
- 30 juillet : combat d'Osarichi (ru)
- 31 juillet : combats au nord de Wolka
- Du 9 au 10 novembre : combat de Skrobowa

#### 1917
- Du 1er janvier au 17 septembre : combats de position sur la haute Chtchara et le Servetch
- Du 17 septembre au 1er décembre : combats de position dans les marais du Pripiat
- Du 2 au 17 décembre : front inactif
- À partir du 17 décembre : armistice russo-allemand

#### 1918
- Jusqu'au 17 février : armistice
- Du 18 février au 21 juin : opération Faustschlag et conquête de l'Ukraine
- Du 22 juin au 15 novembre : force d'occupation en Ukraine
- À partir du 16 novembre : évacuation de l'Ukraine

#### 1919
- Jusqu'au 16 mars : évacuation de l'Ukraine

## Chefs de corps
| Grade           | Nom                          | Date                           |
| --------------- | ---------------------------- | ------------------------------ |
| Generalleutnant | Max Philipp von Schmettau    | 2 août 1914 - 19 juin 1915     |
| Generalleutnant | Ernst Heinrich von der Becke | 20 juin 1915 - 31 janvier 1919 |